# Brijesnica Velika
Brijesnica Velika – wieś w Bośni i Hercegowinie, w Federacji Bośni i Hercegowiny, w kantonie tuzlańskim, w gminie Doboj Istok. W 2013 roku liczyła 1872 mieszkańców, z czego większość stanowili Boszniacy.